# Rad Ramp Racer
Rad Ramp Racer is een computerspel dat werd ontwikkeld en uitgegeven door Virgin Mastertronic. Het spel kwam in 1989 uit voor de Amstrad CPC en de ZX Spectrum.
Spelers doen een race tegen de computer of een andere speler. Er worden op de BMX fiets of op het skateboard drie rondes gereden waarbij sprongen gemaakt kunnen worden en onderweg muntjes mee worden verdiend gedurende 2 minuten. De tegenstander (de andere speler of de computer) bevindt zich onderaan het spelveld en de hoofdspeler bovenaan. Degene met de hoogste score wint.

## Platforms
| Jaar | Platform                 |
| ---- | ------------------------ |
| 1989 | Amstrad CPC, ZX Spectrum |
| 1990 | Commodore 64             |

## Ontvangst
| Beoordeeld door                | Jaar | Platform     | Score |
| ------------------------------ | ---- | ------------ | ----- |
| Computer and Video Games (CVG) | 1990 | Commodore 64 | 79%   |
| Computer and Video Games (CVG) | 1990 | ZX Spectrum  | 78%   |